# 陳九德 (嘉靖進士)
陳九德（1512年—？），字吉夫，号逊斋，直隸真定府欒城縣南高村人，民籍，明朝政治人物。

## 生平
嘉靖十九年（1540年）順天府鄉試第八十九名，嘉靖二十年（1541年）聯捷辛丑科進士。授行人司行人，升广东道监察御史。

## 家族
曾祖陳貴；祖父陳正，曾任巡檢；父陳鸞，曾任訓導。母許氏；繼母張氏。重庆下。